# Altare (Ligurien)
Altare (im Ligurischen: Artâ) ist eine italienische Gemeinde mit 1920 Einwohnern (Stand 31. Dezember 2023) in der Region Ligurien. Politisch liegt sie in der Provinz Savona.

## Geographie

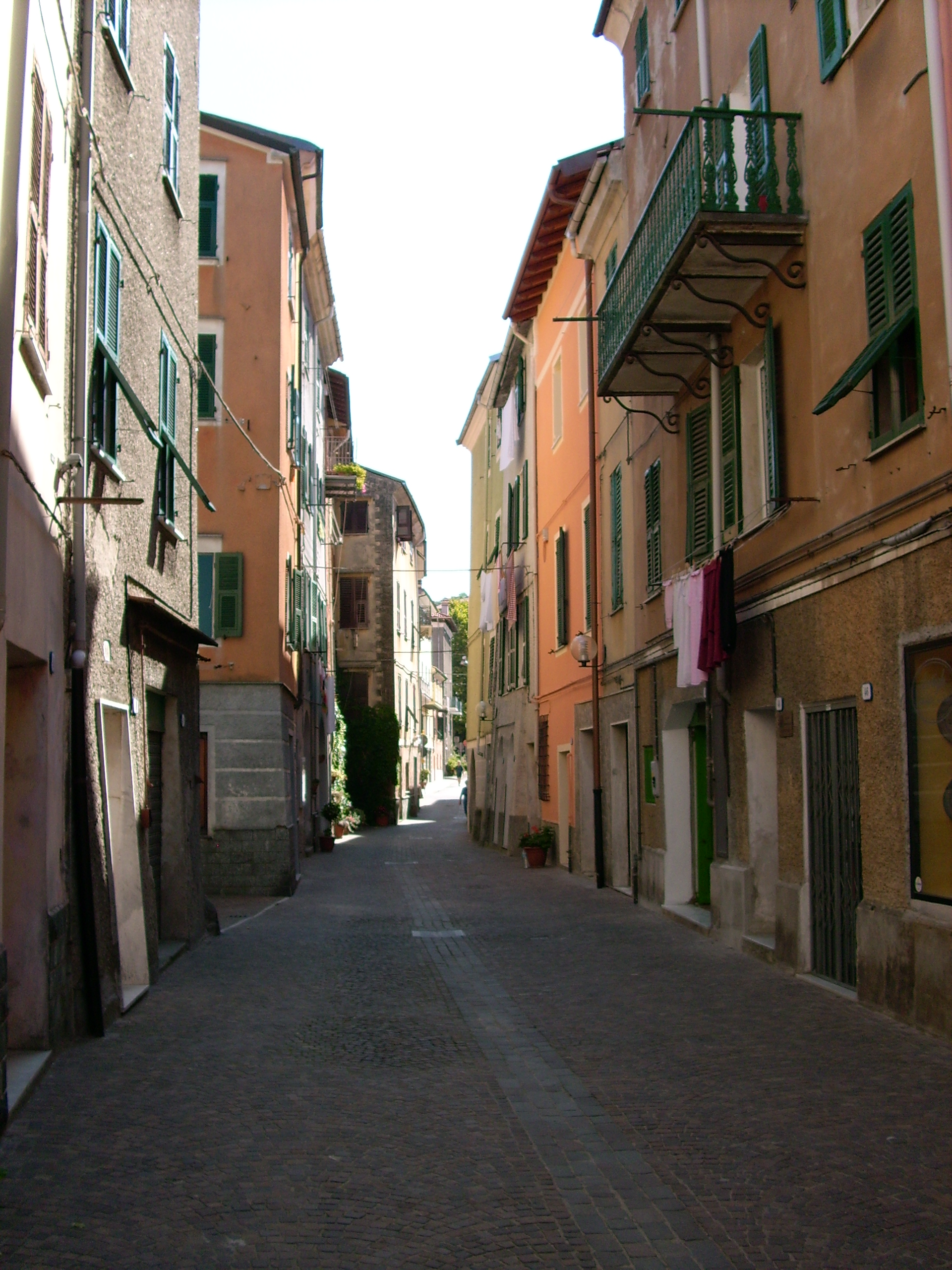
Die Altstadt von Altare

Altare liegt im Val Bormida des Ligurischen Apennins. Auf dem Territorium der Gemeinde befindet sich, am Ende der Viale de Caroli, die Bocchetta di Altare. Diese markiert die Grenze zwischen den Ligurischen Alpen und dem Apennin. Von der Provinzhauptstadt Savona ist Altare circa 14 Kilometer entfernt. Der höchste Punkt des Gemeindegebiets ist der Bric Baraccone mit 821 Metern über dem Meeresniveau. Ein weiterer wichtiger Höhenpunkt ist der Monte Burot (745 Meter) auf dessen Gipfel sich eine Festung aus dem 19. Jahrhundert befindet. In der Nähe von Altare fließt die Bormida, ein Nebenfluss der Tanaro.
Die Gemeinde gehört zu der Comunità Montana Alta Val Bormida.
Nach der italienischen Klassifizierung bezüglich seismischer Aktivität wurde die Gemeinde der Zone 4 zugeordnet. Das bedeutet, dass sich Altare in einer seismisch wenig aktiven Zone befindet.

## Klima
Die Gemeinde wird unter Klimakategorie E klassifiziert, da die Gradtagzahl einen Wert von 2264 besitzt. Das heißt, die in Italien gesetzlich geregelte Heizperiode liegt zwischen dem 15. Oktober und dem 15. April für jeweils 14 Stunden pro Tag.

## Geschichtliches
Am 2. November 1649 überfiel hier ein Trupp von etwa 20–25 Bewaffneten eine Reisegesellschaft junger Adliger, die sich auf ihrer Kavalierstour befand und tötete drei Personen, darunter den Erben von Schönburg-Lichtenstein. Den überlieferten Indizien zufolge stand der Graf von Millesimo hinter den Räubern, die vornehme Personen aus dem Mailändischen und lokale Bauern gewesen sein sollen.

## Persönlichkeiten
- Carlo Rebella (1920–2002), Radrennfahrer